# Kenny Boynton
Kenny Boynton, né le 12 mai 1991 à Pompano Beach en Floride, est un joueur américain de basket-ball.

## Biographie
En janvier 2023, Boynton rejoint le BCM Gravelines-Dunkerque, club français de première division.